# Liste des voies du 18e arrondissement de Paris

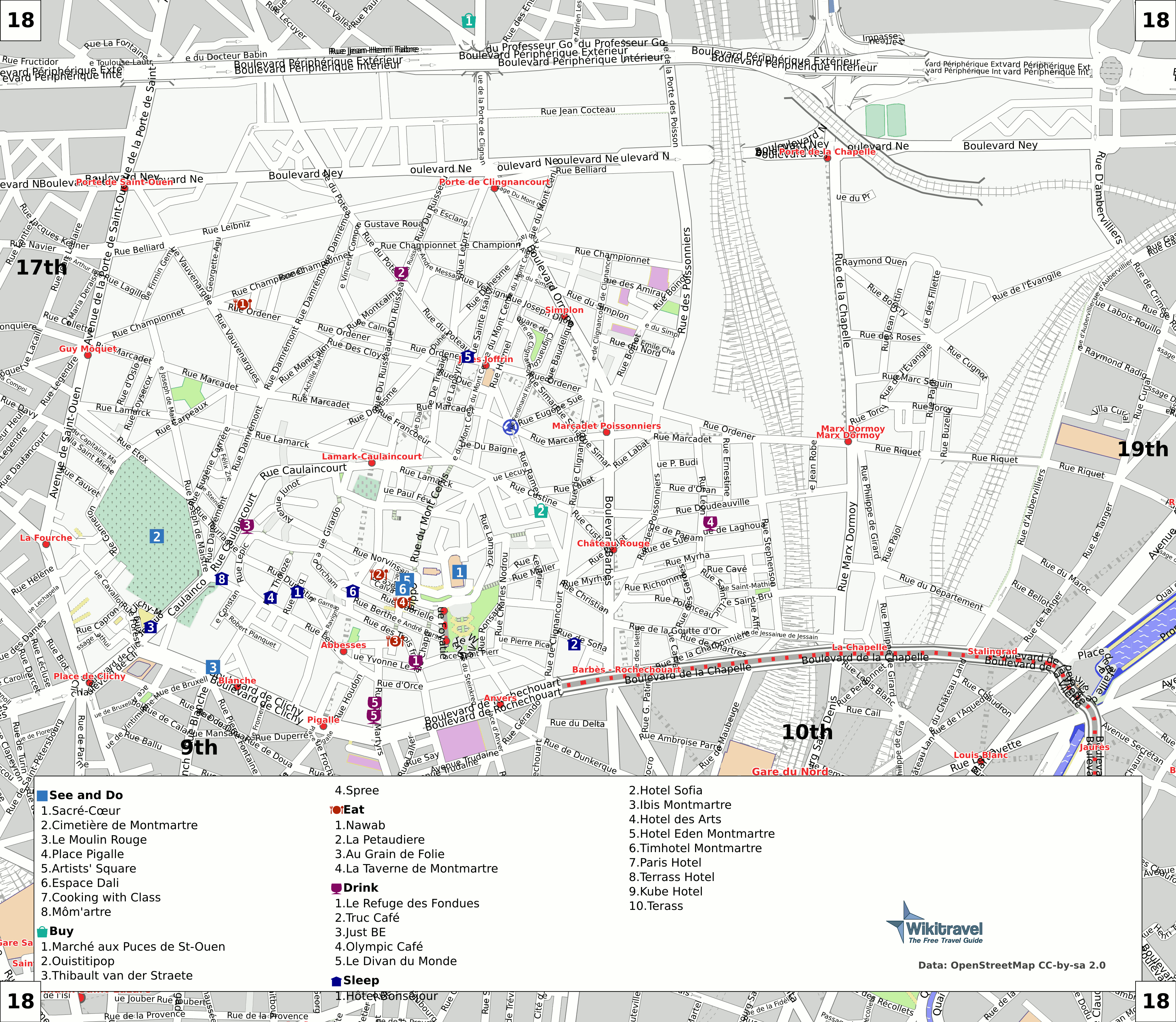
Plan du de Paris.

Cet article donne une liste des voies du 18e arrondissement de Paris, en France.

## Liste

### A
- Haut – A
- B
- C
- D
- E
- F
- G
- H
- I
- J
- K
- L
- M
- N
- O
- P
- Q
- R
- S
- T
- U
- V
- W
- X
- Y
- Z

- Voie AA/18 (Voie sans nom de Paris)
- Rue de l'Abbé-Patureau
- Passage des Abbesses
- Place des Abbesses
- Rue des Abbesses
- Rue de l'Abreuvoir
- Voie AC/18 (Voie sans nom de Paris)
- Rue Achille-Martinet
- Voie AD/18 (Voie sans nom de Paris)
- Rue Affre
- Voie AG/18 (Voie sans nom de Paris)
- Rue Aimé-Lavy
- Place Albert-Kahn
- Impasse Alexandre-Lécuyer
- Esplanade Alice-Milliat
- Place Aminadabu-Birara
- Rue des Amiraux
- Rue André-Antoine
- Rue André-Barsacq
- Rue André-Del-Sarte
- Rue André-Gill
- Rue André-Messager
- Allée d'Andrézieux
- Rue Androuet
- Rue Angélique-Compoint
- Impasse d'Angers
- Place Anne-Marie-Carrière
- Rue Aristide-Bruant
- Villa Armand
- Rue Armand-Gauthier
- Rue de l'Armée-d'Orient
- Rue Arthur-Ranc
- Villa des Arts
- Place de l'Assommoir
- Voie AU/18 (Voie sans nom de Paris)
- Rue d'Aubervilliers
- Rue Audran
- Voie AV/18 (Voie sans nom de Paris)
- Voie AW/18 (Voie sans nom de Paris)
- Voie AX/18 (Voie sans nom de Paris)
- Voie AY/18 (Voie sans nom de Paris)
- Voie AZ/18 (Voie sans nom de Paris)
- Rue Azaïs

### B
- Haut – A
- B
- C
- D
- E
- F
- G
- H
- I
- J
- K
- L
- M
- N
- O
- P
- Q
- R
- S
- T
- U
- V
- W
- X
- Y
- Z

- Voie B/18 (Voie sans nom de Paris)
- Voie BA/18 (Voie sans nom de Paris)
- Rue Bachelet
- Rue du Baigneur
- Boulevard Barbès
- Rue de la Barrière-Blanche
- Rue Baudelique
- Voie BB/18 (Voie sans nom de Paris)
- Voie BC/18 (Voie sans nom de Paris)
- Voie BD/18 (Voie sans nom de Paris)
- Voie BE/18 (Voie sans nom de Paris)
- Rue Becquerel
- Rue Belhomme
- Rue Belliard
- Villa Belliard
- Rue Bernard-Dimey
- Rue Berthe
- Rue Bervic
- Voie BF/18 (Voie sans nom de Paris)
- Voie BG/18 (Voie sans nom de Paris)
- Voie BH/18 (Voie sans nom de Paris)
- Voie BI/18 (Voie sans nom de Paris)
- Voie BJ/18 (Voie sans nom de Paris)
- Voie BK/18 (Voie sans nom de Paris)
- Voie BL/18 (Voie sans nom de Paris)
- Voie BM/18 (Voie sans nom de Paris)
- Voie BN/18 (Voie sans nom de Paris)
- Voie BO/18 (Voie sans nom de Paris)
- Belvédère de la Bohème
- Rue Boinod
- Rue Boissieu
- Rue de la Bonne
- Rue Bonnet
- Rue Boris-Vian
- Rue Boucry
- Voie BP/18 (Voie sans nom de Paris)
- Voie BQ/18 (Voie sans nom de Paris)
- Voie BR/18 (Voie sans nom de Paris)
- Passage Briquet
- Rue Briquet
- Allée des Brouillards
- Voie BS/18 (Voie sans nom de Paris)
- Voie BT/18 (Voie sans nom de Paris)
- Voie BU/18 (Voie sans nom de Paris)
- Rue Burq
- Rue Buzelin
- Voie BV/18 (Voie sans nom de Paris)

### C
- Haut – A
- B
- C
- D
- E
- F
- G
- H
- I
- J
- K
- L
- M
- N
- O
- P
- Q
- R
- S
- T
- U
- V
- W
- X
- Y
- Z

- Voie C/18 (Voie sans nom de Paris)
- Impasse du Cadran
- Rue Caillié
- Impasse Calmels
- Rue Calmels
- Rue Calmels-Prolongée
- Place du Calvaire
- Rue du Calvaire
- Rue Camille-Flammarion
- Rue Camille-Tahan
- Rue du Canada
- Rue du Capitaine-Madon
- Rue Caplat
- Rue Capron
- Rue du Cardinal-Dubois
- Rue du Cardinal-Guibert
- Rue Carpeaux
- Place Casadesus
- Rue Cauchois
- Rue Caulaincourt
- Square Caulaincourt
- Rue Cavallotti
- Rue Cavé
- Rue Cazotte
- Voie CD/18 (Voie sans nom de Paris)
- Voie CE/18 (Voie sans nom de Paris)
- Place Cécile-Brunschvicg
- Passage du Champ-à-Loup
- Passage Championnet
- Rue Championnet
- Villa Championnet
- Passage du Champ-Marie
- Boulevard de la Chapelle
- Cité de la Chapelle
- Impasse de la Chapelle
- Place de la Chapelle
- Rue de la Chapelle
- Rue Chappe
- Rue de la Charbonnière
- Passage Charles-Albert
- Place Charles-Bernard
- Place Charles-Dullin
- Rue Charles-Hermite
- Rue Charles-Lauth
- Rue Charles-Nodier
- Rue de Chartres
- Place du Château-Rouge
- Place Cheikha-Remitti[1]
- Rue des Cheminots
- Rue du Chevalier-de-La-Barre
- Rue Christiani
- Place des Chibanis-et-des-Chibanias
- Place Claude-Moncorgé
- Place Claude-Nougaro[2]
- Avenue de Clichy
- Boulevard de Clichy
- Passage de Clichy
- Place de Clichy
- Rue de Clignancourt
- Square de Clignancourt
- Impasse des Cloÿs
- Passage des Cloÿs
- Rue des Cloÿs
- Voie CM/18 (Voie sans nom de Paris)
- Voie CN/18 (Voie sans nom de Paris)
- Promenade Coccinelle
- Rue de la Concertation[3]
- Rue Constance
- Place Constantin-Pecqueur
- Rue Cora-Vaucaire
- Rue Cortot
- Rue des Cottages
- Passage Cottin
- Rue Coustou
- Rue Coysevox
- Voie CR/18[3] (Voie sans nom de Paris)
- Rue de la Croix-Moreau
- Voie CS/18[3] (Voie sans nom de Paris)
- Voie CT/18[3] (Voie sans nom de Paris)
- Voie CU/18[3] (Voie sans nom de Paris)
- Rue Cugnot
- Impasse du Curé
- Rue Custine
- Voie CV/18[3] (Voie sans nom de Paris)
- Voie CW/18[3] (Voie sans nom de Paris)
- Rue Cyrano-de-Bergerac

### D
- Haut – A
- B
- C
- D
- E
- F
- G
- H
- I
- J
- K
- L
- M
- N
- O
- P
- Q
- R
- S
- T
- U
- V
- W
- X
- Y
- Z

- Place Dalida
- Rue Damrémont
- Villa Damrémont
- Rue Dancourt
- Villa Dancourt
- Rue Darwin
- Passage Daunay
- Impasse de la Défense
- Rue Dejean
- Passage Depaquit
- Rue du Département
- Rue Désiré-Ruggieri
- Impasse des Deux-Néthes
- Rue Diard
- Place Django-Reinhardt
- Rue du Docteur-Babinski
- Promenade Dora-Bruder
- Rue Doudeauville
- Rue Drevet
- Rue Duc
- Passage Duhesme
- Rue Duhesme
- Impasse Dupuy
- Rue Durantin

### E
- Haut – A
- B
- C
- D
- E
- F
- G
- H
- I
- J
- K
- L
- M
- N
- O
- P
- Q
- R
- S
- T
- U
- V
- W
- X
- Y
- Z

- Voie E/18 (Voie sans nom de Paris)
- Rue Émile-Bertin
- Rue Émile-Blémont
- Rue Émile-Chaine
- Rue Émile-Duployé
- Place Émile-Goudeau
- Rue Erckmann-Chatrian
- Rue Ernestine
- Rue Esclangon
- Rue Étex
- Villa Étex
- Rue Étienne-Jodelle
- Rue Eugène-Carrière
- Rue Eugène-Fournière
- Rue Eugène-Süe
- Rue Eva-Kotchever[3]
- Rue de l'Évangile

### F
- Haut – A
- B
- C
- D
- E
- F
- G
- H
- I
- J
- K
- L
- M
- N
- O
- P
- Q
- R
- S
- T
- U
- V
- W
- X
- Y
- Z

- Cité Falaise
- Rue Falconet
- Rue Fauvet
- Rue Félix-Ziem
- Rue Ferdinand-Flocon
- Rue Fernand-Labori
- Rue Feutrier
- Impasse des Fillettes
- Rue des Fillettes
- Rue Firmin-Gémier
- Rue Fleury
- Rue de la Fontaine-du-But
- Rue Forest
- Rue Foyatier
- Rue Francis-Carco
- Rue Francis-de-Croisset
- Rue Francœur
- Place Françoise-Dorléac
- Rue Françoise-Gilot
- Rue Frédéric-Schneider
- Rue du Fret[3]

### G
- Haut – A
- B
- C
- D
- E
- F
- G
- H
- I
- J
- K
- L
- M
- N
- O
- P
- Q
- R
- S
- T
- U
- V
- W
- X
- Y
- Z

- Rue Gabrielle
- Place Ganda-Fadiga
- Passage Ganneron
- Rue Ganneron
- Rue des Gardes
- Rue Garreau
- Rue Gaston-Auguet
- Rue Gaston-Couté
- Rue Gaston-Darboux
- Rue Gaston-Tissandier
- Promenade Georges-Ulmer
- Rue Georgette-Agutte
- Rue Gérard-de-Nerval
- Cité Germain-Pilon
- Rue Germain-Pilon
- Rue Germaine-Poinso-Chapuis
- Rue Ginette-Neveu
- Impasse Girardon
- Rue Girardon
- Rue de la Goutte-d'Or
- Impasse de la Grosse-Bouteille
- Rue de la Guadeloupe
- Passage du Gué
- Villa de Guelma
- Rue Gustave-Rouanet

### H
- Haut – A
- B
- C
- D
- E
- F
- G
- H
- I
- J
- K
- L
- M
- N
- O
- P
- Q
- R
- S
- T
- U
- V
- W
- X
- Y
- Z

- Place Hébert
- Rue Hégésippe-Moreau
- Rue Henri-Brisson
- Rue Henri-Huchard
- Rue Hermann-Lachapelle
- Cité Hermel
- Rue Hermel
- Rue Houdon

### I
- Rue des Islettes

### J
- Haut – A
- B
- C
- D
- E
- F
- G
- H
- I
- J
- K
- L
- M
- N
- O
- P
- Q
- R
- S
- T
- U
- V
- W
- X
- Y
- Z

- Promenade Jacques-Canetti
- Rue Jacques-Cartier
- Place Jacques-Froment
- Rue Jacques-Kablé
- Place Jean-Baptiste-Clément
- Rue Jean-Cocteau
- Rue Jean-Cottin
- Rue Jean-Dollfus
- Rue Jean-François-Lépine
- Place Jean-Gabin
- Rue Jean-Henri-Fabre
- Place Jean-Marais
- Rue Jean-Robert
- Rue Jean-Varenne
- Place Jeanne-Bohec
- Rue de Jessaint
- Rue Joseph-de-Maistre
- Rue Joseph-Dijon
- Rue Joséphine
- Rue Jules-Cloquet
- Place Jules-Joffrin
- Rue Jules-Jouy
- Avenue Junot
- Rue Juste-Métivier

### K
- Passage Kracher

### L
- Haut – A
- B
- C
- D
- E
- F
- G
- H
- I
- J
- K
- L
- M
- N
- O
- P
- Q
- R
- S
- T
- U
- V
- W
- X
- Y
- Z

- Rue de l'Olive
- Rue La Vieuville
- Rue Labat
- Rue de Laghouat
- Rue Lagille
- Rue Lamarck
- Square Lamarck
- Rue Lambert (Paris)
- Rue Lapeyrère
- Passage Lathuille
- Villa Léandre
- Rue Lécuyer
- Rue Leibniz
- Square Leibniz
- Passage Léon
- Rue Léon
- Allée Léon-Bronchart[3]
- Passage Lepic
- Rue Lepic
- Impasse Letort
- Rue Letort
- Rue du Lieutenant-Colonel-Dax
- Rue Livingstone
- Place Louis-Baillot
- Place Louise-Blanquart
- Rue de la Louisiane
- Rue Louis-Pasteur-Valléry-Radot
- Rue Lucien-Gaulard
- Allée Lydia-Becker[3]

### M
- Haut – A
- B
- C
- D
- E
- F
- G
- H
- I
- J
- K
- L
- M
- N
- O
- P
- Q
- R
- S
- T
- U
- V
- W
- X
- Y
- Z

- Voie M/18 (Voie sans nom de Paris)
- Rue Madeleine-Rebérioux
- Rue de la Madone
- Rue Mado-Maurin[3]
- Cité de la Mairie
- Rue Marcadet
- Place Marcel-Aymé
- Rue Marcel-Sembat
- Rue du Marché-Ordener
- Rue Marc-Séguin
- Promenade Marcel-Carné
- Boulevard Marguerite-de-Rochechouart
- Impasse Marie-Blanche
- Impasse Marteau
- Rue de la Martinique
- Rue des Martyrs
- Rue Marx-Dormoy
- Impasse Massonnet
- Rue Maurice-Genevoix
- Rue Maurice-Grimaud
- Rue Maurice-Utrillo
- Rue Maxime-Lisbonne
- Place des Messageries-de-l'Est
- Place Michel-Petrucciani
- Promenade Michou
- Cité du Midi
- Impasse Milord
- Rue de la Mire
- Impasse Molin
- Rue Montcalm
- Villa Montcalm
- Passage du Mont-Cenis
- Rue du Mont-Cenis
- Placette Montéhus
- Rue de la Moskova
- Rue Moussorgsky
- Rue Muller
- Rue Myrha

### N
- Haut – A
- B
- C
- D
- E
- F
- G
- H
- I
- J
- K
- L
- M
- N
- O
- P
- Q
- R
- S
- T
- U
- V
- W
- X
- Y
- Z

- Voie N/18 (Voie sans nom de Paris)
- Esplanade Nathalie-Sarraute
- Place Nattier
- Rue Neuve-de-la-Chardonnière
- Boulevard Ney
- Rue Nicolet
- Place Nilda-Fernández
- Rue Nobel
- Place Noël-Veg
- Cité Nollez
- Rue du Nord
- Rue Norvins

### O
- Haut – A
- B
- C
- D
- E
- F
- G
- H
- I
- J
- K
- L
- M
- N
- O
- P
- Q
- R
- S
- T
- U
- V
- W
- X
- Y
- Z

- Rue d'Oran
- Rue d'Orchampt
- Rue Ordener
- Villa Ordener
- Boulevard Ornano
- Square Ornano
- Villa Ornano
- Cité d'Orsel
- Rue d'Orsel
- Rue d'Oslo

### P
- Haut – A
- B
- C
- D
- E
- F
- G
- H
- I
- J
- K
- L
- M
- N
- O
- P
- Q
- R
- S
- T
- U
- V
- W
- X
- Y
- Z

- Voie P/18 (Voie sans nom de Paris)
- Rue Pajol
- Rue de Panama
- Rue Paul-Abadie
- Rue Paul-Albert
- Place Paul-Éluard
- Rue Paul-Féval
- Impasse des Pavillons
- Passage Penel
- Impasse Pers
- Rue Philippe-de-Girard
- Rue Piémontési
- Rue Pierre-Budin
- Rue Pierre-Dac
- Rue Pierre-Ginier
- Villa Pierre-Ginier
- Rue Pierre-L'Ermite
- Place Pierre-Mac-Orlan
- Rue Pierre-Mauroy (Paris)
- Rue Pierre-Picard
- Cité Pilleux
- Villa des Platanes
- Villa Poissonnière
- Rue des Poissonniers
- Rue du Pôle-Nord
- Rue Polonceau
- Avenue de la Porte-d'Aubervilliers
- Avenue de la Porte-de-Clignancourt
- Avenue de la Porte-de-la-Chapelle
- Avenue de la Porte-de-Montmartre
- Avenue de la Porte-de-Saint-Ouen
- Avenue de la Porte-des-Poissonniers
- Rue des Portes-Blanches
- Passage du Poteau
- Rue du Poteau
- Rue Poulbot
- Rue Poulet
- Rue du Pré
- Rue du Professeur-Gosset
- Place du Professeur-Muhammad-Yunus
- Rue Puget

### Q
- Voie Q/18 (Voie sans nom de Paris)

### R
- Haut – A
- B
- C
- D
- E
- F
- G
- H
- I
- J
- K
- L
- M
- N
- O
- P
- Q
- R
- S
- T
- U
- V
- W
- X
- Y
- Z

- Voie R/18 (Voie sans nom de Paris)
- Avenue Rachel
- Passage Ramey
- Rue Ramey
- Rue Ravignan
- Impasse Raymond-Queneau
- Rue Raymond-Queneau
- Rue René-Binet
- Rue René-Clair
- Rue Richomme
- Allée Rimski-Korsakov
- Rue Riquet
- Impasse Robert
- Place Robert-Verdier
- Rue Robert-Planquette
- Passage du Roi-d'Alger
- Rue du Roi-d'Alger
- Promenade Roland-Lesaffre
- Rue Romy-Schneider
- Rue Ronsard
- Rue des Roses
- Villa des Roses
- Impasse Rothschild
- Passage Ruelle
- Rue du Ruisseau

### S
- Haut – A
- B
- C
- D
- E
- F
- G
- H
- I
- J
- K
- L
- M
- N
- O
- P
- Q
- R
- S
- T
- U
- V
- W
- X
- Y
- Z

- Cité du Sacré-Cœur
- Parvis du Sacré-Cœur
- Rue Saint-Bruno
- Impasse Sainte-Henriette
- Rue Sainte-Isaure
- Rue Saint-Éleuthère
- Impasse Sainte-Monique
- Impasse Saint-François
- Rue Saint-Jérôme
- Passage Saint-Jules
- Rue Saint-Luc
- Rue Saint-Mathieu
- Villa Saint-Michel
- Avenue de Saint-Ouen
- Place Saint-Pierre
- Rue Saint-Rustique
- Rue Saint-Vincent
- Rue des Saules
- Rue Seveste
- Rue Simart
- Rue Simon-Dereure
- Rue du Simplon
- Rue de Sofia
- Place des Sources-du-Nord
- Rue du Square-Carpeaux
- Rue de Steinkerque
- Rue Steinlen
- Rue Stephenson
- Rue de Suez
- Place Suzanne-Valadon
- Place Suzanne-Denglos-Fau

### T
- Haut – A
- B
- C
- D
- E
- F
- G
- H
- I
- J
- K
- L
- M
- N
- O
- P
- Q
- R
- S
- T
- U
- V
- W
- X
- Y
- Z

- Impasse du Talus
- Rue Tardieu
- Rue Tchaïkovski
- Rue des Tennis
- Impasse du Tertre
- Place du Tertre
- Rue Tholozé
- Place des Tirailleurs-Sénégalais
- Rue de Tombouctou
- Place de Torcy
- Rue de Torcy
- Passage Tourlaque
- Rue Tourlaque
- Cité Traëger
- Rue de Trétaigne
- Rue Tristan-Tzara
- Rue des Trois-Frères
- Villa des Tulipes

### V
- Haut – A
- B
- C
- D
- E
- F
- G
- H
- I
- J
- K
- L
- M
- N
- O
- P
- Q
- R
- S
- T
- U
- V
- W
- X
- Y
- Z

- Allée Valentin-Abeille
- Rue Vauvenargues
- Villa Vauvenargues
- Cité Véron
- Rue Véron
- Rue Versigny
- Rue Vincent-Compoint

### Y
- Voie Y/18 (Voie sans nom de Paris)
- Cité Yves-Klein
- Rue Yvonne-Le-Tac

### Z
- Voie Z/18 (Voie sans nom de Paris)